# Anne Sweeney
Pour les articles homonymes, voir Sweeney.
Anne Sweeney (née le 4 novembre 1958 à Kingston) est la co-PDG de Disney Media Networks et présidente du Disney-ABC Television Group.
Dans les années 1990, elle avait la responsabilité de développer le réseau Nickelodeon filiale de Viacom.

## Biographie
Le 21 avril 2004, Disney annonce une restructuration de sa division Disney Media Networks avec pour effet la nomination d'Anne Sweeney et George Bodenheimer, co-pdg de la division mais avec d'un côté Sweeney devient la présidente du Disney-ABC Television Group (American Broadcasting Company et Disney Channel Worldwide) et de l'autre Bodenheimer conserve son poste de président d'ESPN et obtient celui d'ABC Sports.
Le 11 mars 2014, Anne Sweeney annonce son départ du poste de coprésidente de Disney Media Networks et présidente de  Disney-ABC Television Group pour janvier 2015.
Le 30 mars 2015, elle rejoint le comité de direction de Netflix,.